# Beylagan
Beylagan (azerí: Beyləqan) é um dos cinqüenta e nove rayones em que se subdivide politicamente a República do Azerbaijão.  A cidade capital é a cidade de Beyləqan.

## Território e população
Possui una superfície de 1.131 quilômetros quadrados, os quais são o lugar de una população composta por 81.700 pessoas. A densidade populacional é de setenta e dois habitantes por quilômetro quadrado.